# Josep Maria Burset i Parera
Josep Maria Burset i Parera (Cassà de la Selva, 17 de setembre de 1917 - Cassà de la Selva, 8 de juliol de 2004) fou un futbolista català de la dècada de 1940 i entrenador.

## Trajectòria
Formà part del primer equip del FC Barcelona la temporada 1940-41, en la qual no arribà a jugar partits oficials, però sí 12 partits amistosos. Jugà a la UE Lleida en dues etapes. Entre 1943 i 1945 jugà amb el CE Castelló a primera divisió, i la temporada 1946-47 al CE Sabadell també a Primera. També jugà a nombrosos equips gironins com CE Farners, Girona FC, CE Blanes, CD La Bisbal i UD Cassà. Mentre jugava al Castelló va jugar amb la selecció de futbol del País Valencià. També fou entrenador de futbol, dirigint per exemple al Girona, a l'Olot i al Lleida.